# Тос-Булак

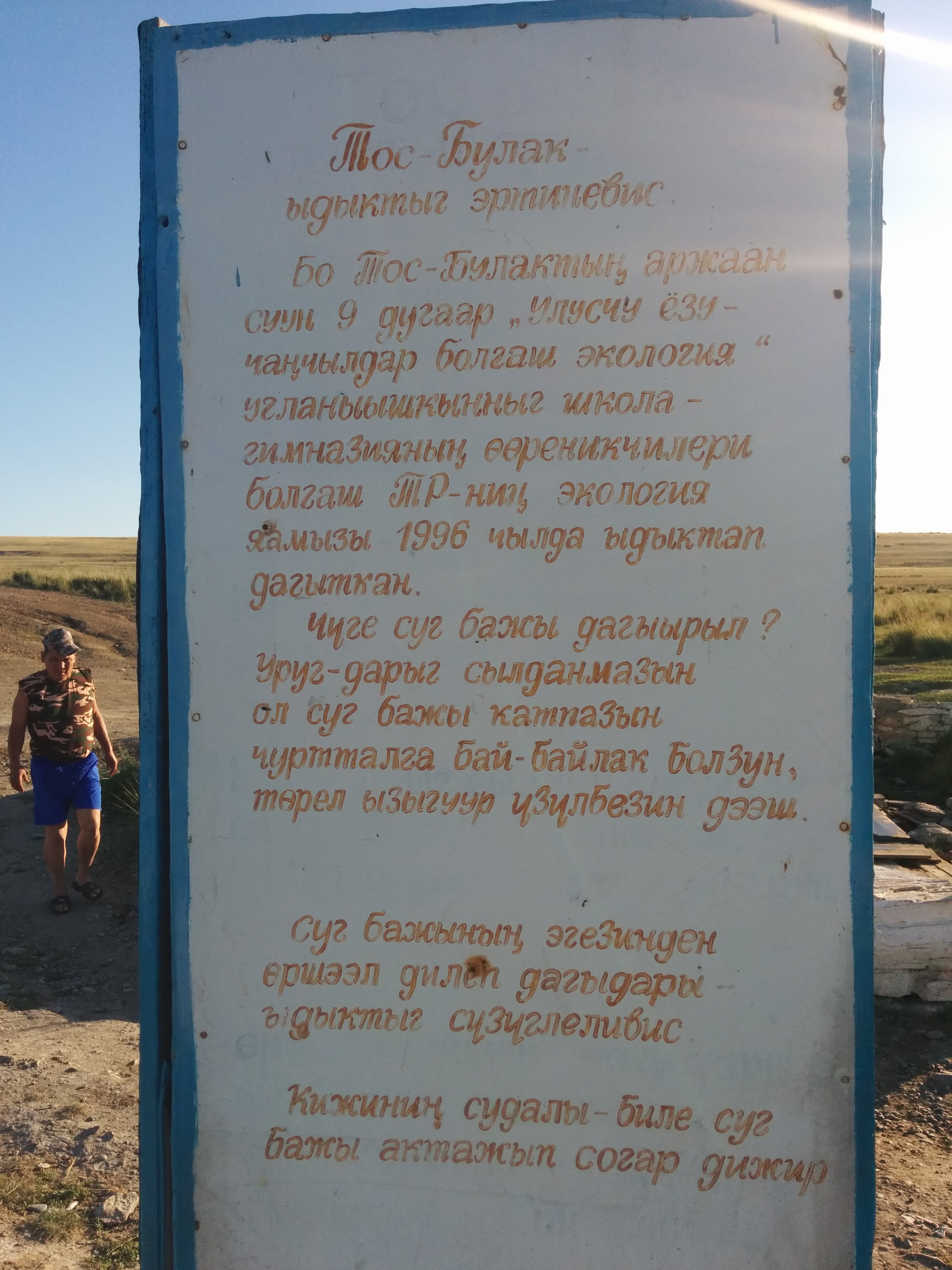
Памятка об аржаане «Тос-Булак»

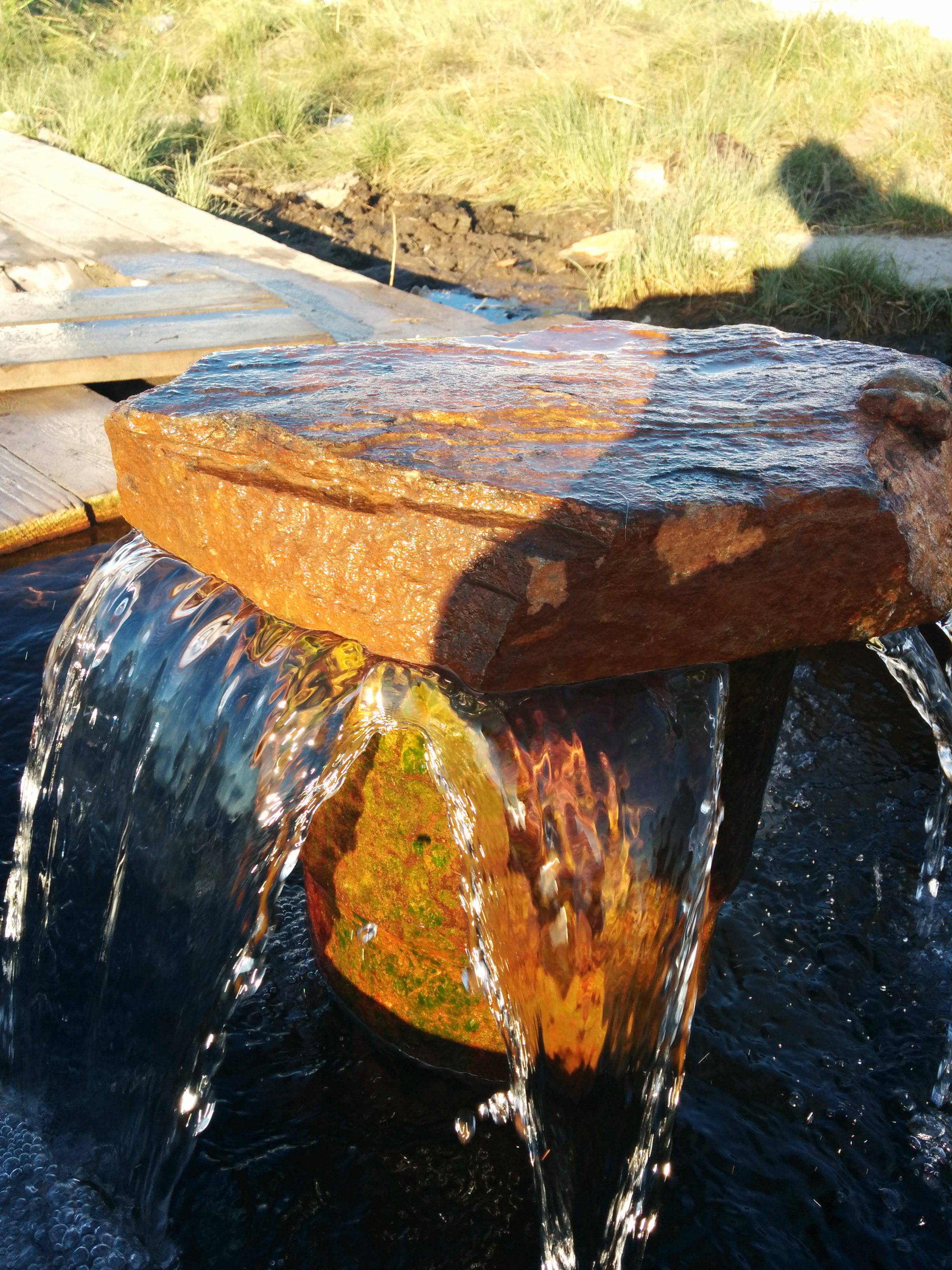
Один из ключей аржаана «Тос-Булак»

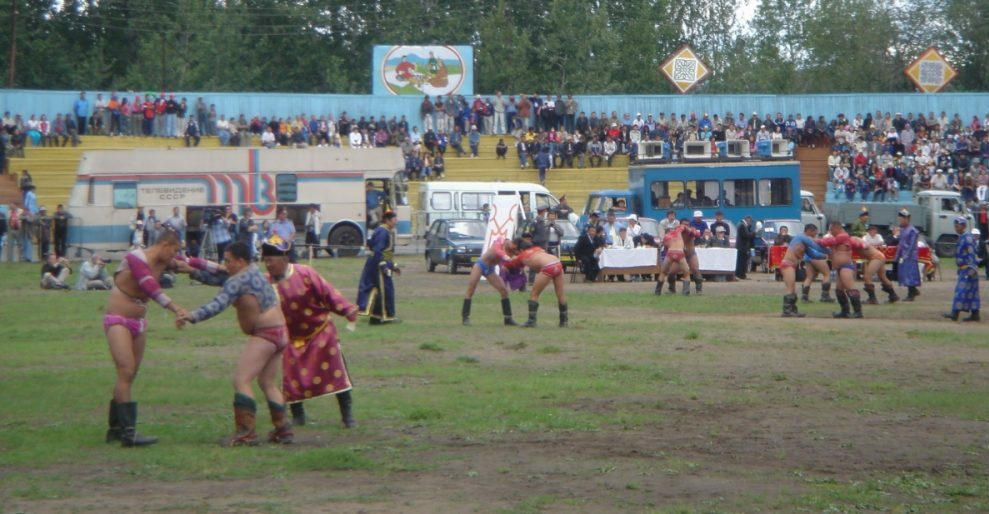
Состязания по хурешу на стадионе «Хуреш» на территории Национального парка им. Гастелло

Тос-Булак — площадь для проведения мероприятий (празднование Наадыма и Дня Республики) в 9 км южнее Кызыла. На площади проводятся конкурсы, такие как национальная борьба хуреш, конные скачки, стрельба из лука, конкурсы на лучшую национальную юрту, лучшие национальный костюм и снаряжение коня.
15 августа 2012 года на площади прошло празднование Наадыма, где в качестве призов выставлялись 17 белых юрт.

## Аржаан
Название Тос-Булак носит минеральный источник на 9 км южнее Кызыла.